# 田中康大
田中 康大（たなか やすひろ、1989年10月31日 - ）は、日本の競泳選手。ロンドンパラリンピックで金メダルを獲得した。日本初の知的障害者選手の金メダリストである。

## 概要
千葉市美浜区在住。千葉市立新宿中学校（千葉市中央区）出身。社会福祉法人あひるの会障害者福祉サービス事業あかね園（習志野市）所属。2012年10月千葉市民栄誉賞を受賞。
小学1年時にプールで楽しそうに潜っている姿を家族が見て自閉症の田中に好きな事があると気付けたことが嬉しくて、水泳を通して人生を楽しみルールやマナーを身に付けることができればと期待して始めさせたのだという。しかし健常者なら1ヶ月ほどでクリアする課題を1年かけてやっと習得するようなスローペースぶりで水泳選手になるとは思ってもいなかったともいう。
1998年長野で開催された冬季パラリンピックに初めて知的障害者の競技がクロスカントリースキー種目のみに採用され、これを機にパラリンピックにおける知的障害者クラスの競技種目拡大が期待された。しかし2000年にシドニーで開催された夏季パラリンピックに知的障害者クラスのバスケットボール種目にスペインなどで複数（12名中10名も）の健常者が出場して金メダルをさらう不正行為が発覚し、これ以降国際知的障害者スポーツ連盟(INAS-FID) の選手はパラリンピックの全ての正式競技から排除された。その後復帰するための活動が続けられて2012年にイギリスのロンドンで開催されたパラリンピックには12年ぶりに知的障害者の選手が陸上と水泳及び卓球に出場を認められた。
日本からも代表選手が派遣され、当時22歳の田中も水泳の日本代表3名の内に選ばれた。そして水泳100ｍ平泳ぎSB14カテゴリー（知的障害クラス）での世界記録を更新して決勝レースに進出。さらに1分6秒69の世界新記録を樹立した上で金メダルを獲得して日本初の知的障害者のパラリンピック金メダリストとなった。長野冬季パラリンピック大会において日本代表選手初の知的障害者パラリンピック銀メダリストの安彦諭が過去の最高位であったが金メダリストは田中が最初の人であった。
国内最高の障害者のスポーツステージと位置づけられているジャパンパラ競技大会2014年（水泳）では選手宣誓を務めた。同年秋にはインチョン2014年アジアパラ競技大会日本代表にも派遣されて100ｍ平泳ぎで金メダルに輝き、200ｍ個人メドレーでも銅メダルを獲得した。

## 主な記録
100メートル平泳ぎ
- ジャパンパラ競技大会（水泳）大会記録 1分16秒61（2005年8月）15歳
- 日本知的障害者水泳選手権大会 日本記録 1分08秒67（2012年6月）22歳
- ジャパンパラ競技大会（水泳）大会記録 1分09秒89（2012年7月）
- ロンドンパラリンピック 世界記録 1分06秒69（2012年8月）
- 日本知的障害者水泳短水路大会 日本記録 1分07秒31（2012年10月）
- ジャパンパラ競技大会（水泳）大会記録 1分08秒66（2014年6月）
- アジアパラ競技大会 大会記録 1分07秒01（2014年10月）

50メートル平泳ぎ
- 全国障害者スポーツ大会　　　　　　大会記録　  　　　  33秒49　（2009年9月）
- 日本知的障害者水泳選手権大会　日本記録　  　　　  32秒45　（2013年6月）

25メートル平泳ぎ
- 全国障害者スポーツ大会　　　　　　大会記録　  　　　  15秒97　（2007年9月）

50メートル自由形
- ジャパンパラ競技大会（水泳）　　　 初出場　　　　　　  　失格　 　（2003年7月）13歳
- ジャパンパラ競技大会（水泳）　       　　大会記録　　　　　 28秒20   　（2004年7月）
- ジャパンパラ競技大会（水泳）　       　　大会記録　　　　　 27秒51   　（2005年8月）
- 全国障害者スポーツ大会　　　　　　大会記録 　　  　 　27秒07　 （2007年9月）

25メートル自由形
- 全国障害者スポーツ大会　　　　　　大会記録 　　  　 　12秒38　 （2006年9月）

200メートル個人メドレー
- 日本知的障害者水泳選手権大会　日本記録 　  　 2分19秒42　 （2014年6月）
- アジアパラ競技大会 　       　　　　　　　 大会記録　　　 2分18秒01　 （2014年10月）